# Grand Mont
Pour les articles homonymes, voir Grand Mont (homonymie).
Le Grand Mont est un sommet des Alpes situé dans le massif du Beaufortain, en Savoie.

## Géographie
Le Grand Mont est situé en France, dans la région Auvergne-Rhône-Alpes, en Savoie. La limite communale entre Beaufort au nord et la Bâthie au sud passe au sommet de la montagne.
D'apparence massive, son sommet principal peu marqué culminant à 2 686 mètres d'altitude est entouré de nombreuses antécimes. Il domine au nord la vallée du Doron de Beaufort, cœur du Beaufortain, le lac de Saint-Guérin se trouve sur son flanc oriental, les lacs de la Tempête sous son sommet au sud, le hameau d'altitude de Bénétant et les anciennes ardoisières de Cevins et de la Bathie à l'ouest.

## Activités et tourisme
L'ascension en randonnée pédestre ou en ski de montagne se fait par le versant est au départ d'Arêches ou du lac de Saint-Guérin au nord-est ou par le col de la Lauze au sud-est ; les deux itinéraires se rejoignent peu avant le sommet.
Le sommet constitue traditionnellement une étape de la Pierra Menta, une compétition internationale de ski de montagne. À cette occasion de nombreux spectateurs entreprennent l'ascension hivernale de la montagne afin d'encourager les participants passant au sommet.
Le bas des pentes sur le versant nord constituent une partie du domaine skiable de la station de sports d'hiver d'Arêches-Beaufort.

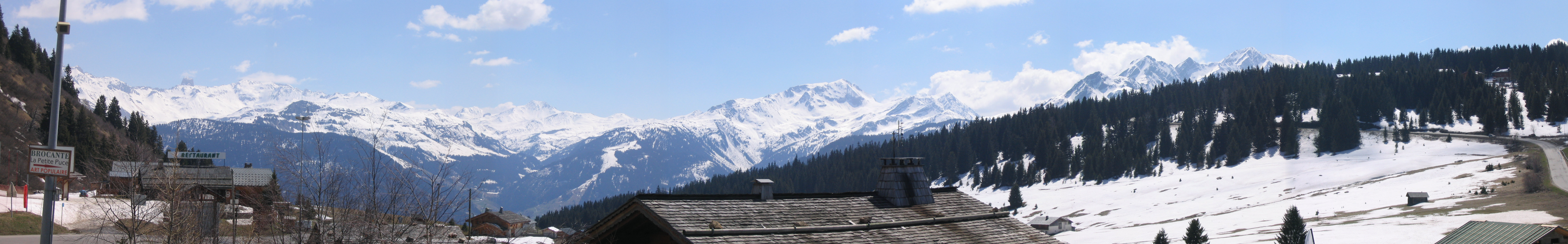
Vue panoramique du massif du Beaufortain depuis le col des Saisies avec le Grand Mont au centre.

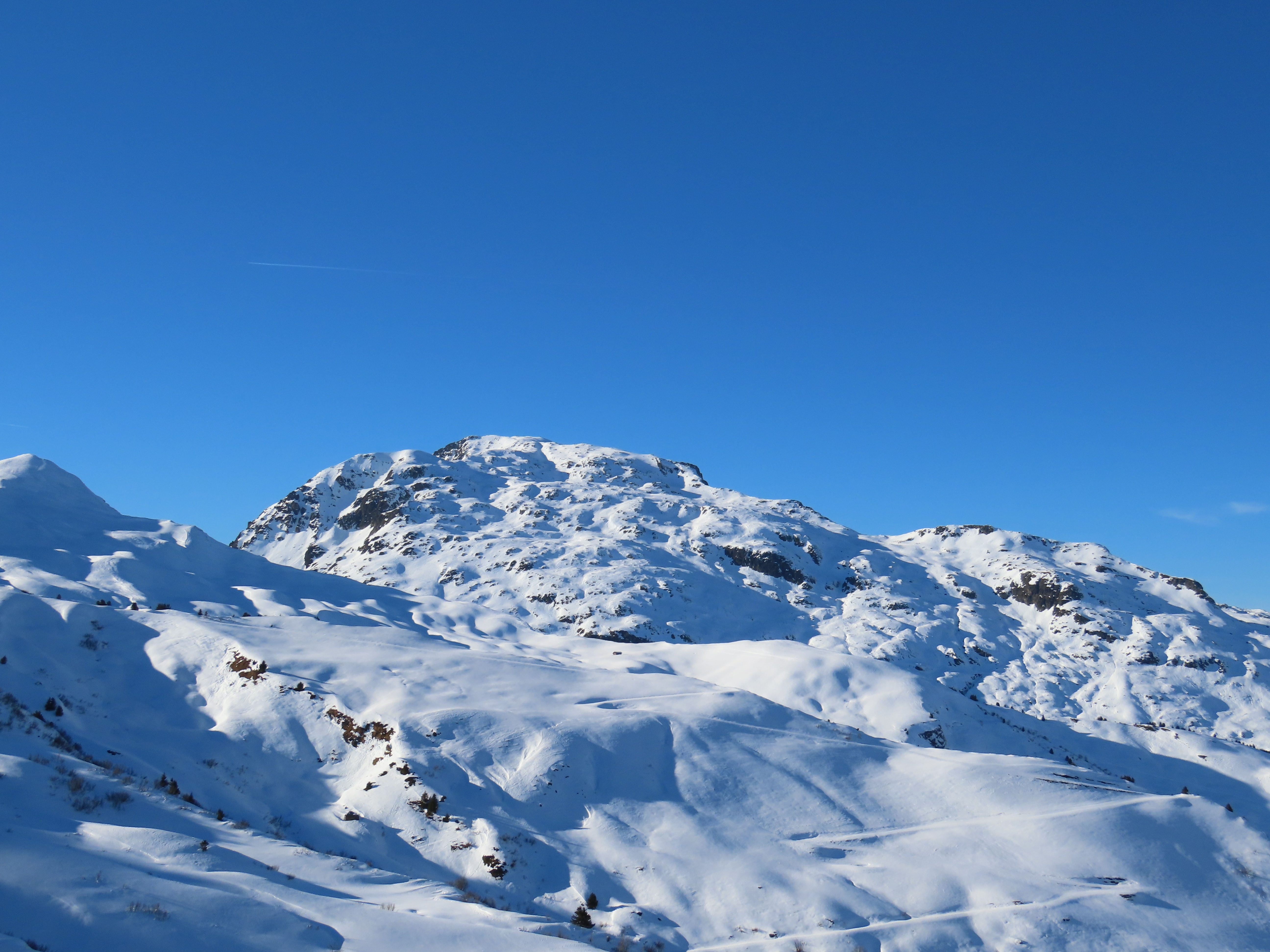
Vue hivernale du Grand Mont depuis le Cormet d'Arêches à l'est.